# حي بازرقان (حضرموت)
حي بازرقان هو أحد أحياء مدينة غيل باوزير في محافظة حضرموت اليمنية. يبلغ تعداد سكانه 217 نسمة حسب التعداد السكاني في اليمن لعام 2004.